# Гошкевич Михайло Іванович
Михайло Іванович Гошкевич (*1853 — †?) — статський радник (1888), помічник Херсонського губернського інспектора з питань медицини. Старший брат Віктора та Леоніда Гошкевичів.
Мешкав у Херсоні.
За фахом лікар, автор статистичних нарисів про санітарну діяльність у Херсоні кінця XIX ст. та численних публікацій з питань медицини. На початку своєї професійної діяльності, як ординатор військового шпиталю №62 , брав участь в подіях російсько-турецької війни 1877—1878 рр., за що відзначений пам'ятною бронзовою медаллю та нагороджений орденом Святого Станіслава третього ступеня (28 грудня 1877 р.).